# Поштова адреса

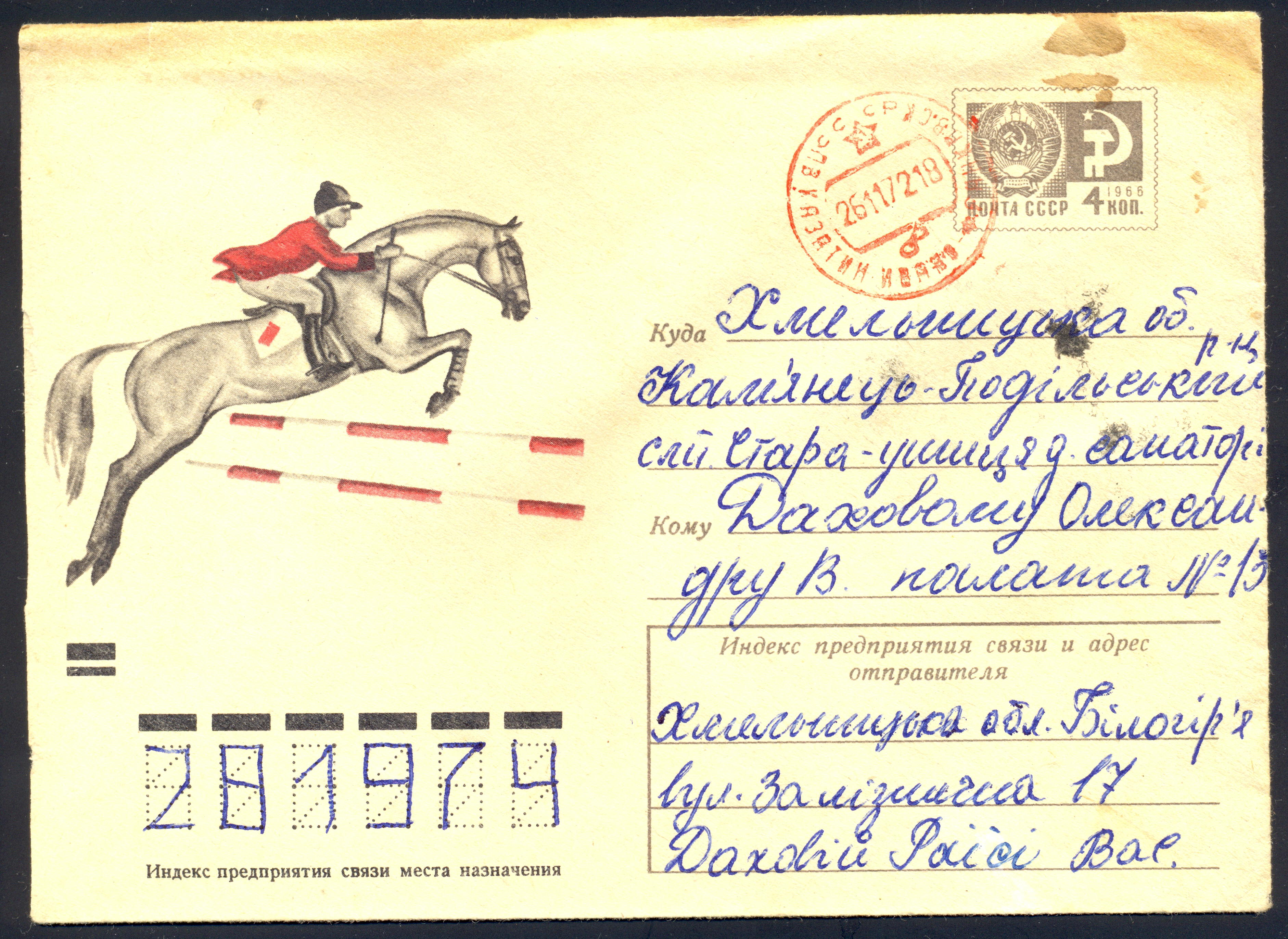
Адреси відправника (адресанта) й отримувача (адресата) на адресних лінійках конверта СРСР, заповнені за взірцем, що був прийнятим за радянських часів

Поштова адреса — розташування житла людини або установи (підприємства) відносно країни, регіону (області), району, міста (села, селища), вулиці (провулку). До поштової адреси включено поштовий індекс, номер будівлі, корпусу та номер приміщення у будівлі (квартири, офісу тощо).
Правила адресування поштових відправлень, поштових переказів описано в однойменному розділі «Правил надання послуг поштового зв'язку», що затверджені постановою Кабінету Міністрів України від 5 березня 2009 р. № 270.
| Поле адесу                                                                   | Приклад                                                       |
| ---------------------------------------------------------------------------- | ------------------------------------------------------------- |
| найменування адресата                                                        | Макагон Петро Миколайович                                     |
| номер мобільного телефону адресата                                           | 0731234567                                                    |
| найменування вулиці (проспекту, бульвару, провулку), номер будинку, квартири | вул. Зелена, 4, кв. 123                                       |
| найменування населеного пункту, району, області;                             | сел. Вишневе, Магдалинівський район, Дніпропетровська область |
| поштовий індекс                                                              | 51164                                                         |
| країна призначення                                                           | Україна                                                       |

Для поштових відправлень в середині країни назву країни не використовують. Номер телефона адресата зазвичай вказується тільки для реєстрованих відправлень.